# Dizajner podataka
Dizajner podataka je zanimanje koje obuhvata: dizajn, strukturiranje, organizaciju i održavanje podataka pojedine organizacije ili projekta.

## Nastanak
Dizajner podataka se razvio iz “spoja” analitičara podataka i dizajnera baza podataka i preuzeo njihove uloge. Sve je nastalo iz potrebe da se podaci iz raznih nepovezanih izvora uspešno integrišu na internet stranicama.
Osnovni zadatak dizajnera podataka je da ciljevi organizacije budu optimizovani upotrebom metapodataka. Ovaj posao vrlo često uključuje stvaranje i održavanje registra metapodataka.
Samo dizajniranje podataka uključuje poslovanje metapodacima, poslovnu semantiku, oblikovanje metapodataka i razvoj poslovanja metapodacima.

## Metapodaci
Metapodaci su „podaci o podacima“.
Ovaj tip podataka daje informaciju o tome kakav je podatak pronađen prilikom pretraživanja, a uobičajeno je da je opisan sadržaj tog podatka ili skup podataka unutar kojeg se nalazi. Njegova je svrha prvenstveno bolje razumevanje činjenica koje se odnose na podatak, ali i davanje uputstva o načinu upotrebe. Njihov oblik i sadržaj zavise od toga šta smo pretraživali i za šta nam je taj podatak potreban.

## Dizajniranje
Osnovni zadatak dizajnera podataka je organizovati strukturu koja će omogućiti skladištenje podataka važnih za određenu organizaciju. Imajući na umu kako je naglašena upotreba isključivo važnih podataka, dizajner podataka mora odrediti koliko je česta upotreba podataka koje organiziuje i za ostvarivanje kojih ciljeva su oni potrebni ne bi li na taj način omogućio efikasno postizanje rezultata.
Za dizajniranje je podataka vrlo važno da rezultati (postignuti radom dizajnera) budu potpuni, dosledni i razumljivi.
Dizajnerov je rad usko povezan s korisnicima i dizajnerima drugih oblasti.
Zadaci koje dizajner podataka izvršava podrazumevaju jasnu viziju prilikom rada o tome kako bi logični dizajn trebalo prevoditi u fizičku bazu podataka ne bi li se time osigurao nesmetan protok podataka.
Dodatni zadatak s kojim se suočava je i stvaranje interfejsa koji će biti lak za korišćenje, i infrastrukture koja će podržavati većinu uobičajenih operacija koje se vrše nad podacima.

## Organizacija podataka
Prilikom same organizacije podataka, naglasak se stavlja na organizaciju isključivo tačnih podataka (unapred proverenih), te njihovu preciznost i laku dostupnost što znači da je uloga dizajnera podataka takođe pregledanje svih prikupljenih podataka i odvajanje onih koje smatra korisnim.

## Registar podataka
Osim baza podataka, dizajner takođe stvara tzv. registar (meta)podataka. Registar podataka je svojevrsni katalog u kojem je moguće pronaći podatke o dostupnosti pojedinih podataka ili baza podataka. Podaci mogu biti organizovani u mnogo većem broju nego što inače baze podataka dopuštaju jer se ne čuvaju kompletni podaci, već reference koje se na njih odnose.
SQL
S obzirom na područje rada, dizajner podataka mora biti upoznat s programskim jezikom poznatim kao SQL (Structured Query Language).
SQL je standardni interaktivni programski jezik za pretraživanje i oblikovanje podataka i upotrebu baza podataka.

## Dodatna znanja dizajnera podataka
Dizajner podataka mora imati nekoliko odlika, tj. sposobnosti ne bi li uspešno obavljao svoj posao.
Neke od potrebnih (poželjnih) odlika su:
- poznavanje strategije, analize i koncepta podataka, i načina na koji se podaci mogu oblikovati
- poznavanje aplikacija baza podataka
- poznavanje alata za održavanje
- razvoj analize podataka
- poznavanje rada s dijagramima
- vrlo dobro razvijene komunikacijske sposobnosti (pismeno i usmeno izražavanje)
- mogućnost čitanja i razumevanja koda
- poznavanje internet tehnologija i protokola
- razvoj arhitekture unutar koje će podaci biti tako organizovani da omogućuju korisnicima što veću efikasnost i produktivnost
- stvaranje arhitekture kao temelja za moguću nadogradnju, novu organizaciju podataka i poslovanje istima
- prikupljanje podataka i njihova organizacija na način prikladan za dalju upotrebu
- mogućnost odvajanja opštih karakteristika od specifičnih
- razvoj strategije za organizovanje arhive, njeno održavanje, i vraćanje izgubljenih podataka
- poznavanje načina nadogradnje baza podataka kao i brisanja starih i nekorisnih podataka